# Красная Гора (Кичменгско-Городецкий район)
Красная Гора — деревня в Кичменгско-Городецком районе Вологодской области.
Входит в состав Енангского сельского поселения, с точки зрения административно-территориального деления — в Нижнеенангский сельсовет.
Расстояние по автодороге до районного центра Кичменгского Городка составляет 54 км, до центра муниципального образования Нижнего Енангска — 2 км. Ближайшие населённые пункты — Нижний Енангск, Терехино, Пахомово.
Население по данным переписи 2002 года — 12 человек.